# Curzay-sur-Vonne
Curzay-sur-Vonne är en kommun i departementet Vienne i regionen Nouvelle-Aquitaine i västra Frankrike. Kommunen ligger i kantonen Lusignan som tillhör arrondissementet Poitiers. År 2022 hade Curzay-sur-Vonne 374 invånare.

## Befolkningsutveckling
Antalet invånare i kommunen Curzay-sur-Vonne
| Referens: INSEE |